# 俄罗斯陆军第36合成集团军
第36合成集团军（俄语：36-я общевойсковая армия）是俄罗斯联邦陆军的一支集团军，隶属于东部军区。

## 历史
1941年7月26日，第36集团军在原第12步兵军的基础上组建，同年9月编入外贝加尔方面军。先是驻扎于后贝加尔铁路79号线，后移驻赤塔州博尔贾。到1941年底，该集团军的4个师，仅剩第94步兵师，其余3个被调往苏德战争前线。
1945年8月至9月，第36集团军作为外贝加尔方面军的一部分，参与了蘇日戰爭的兴安-奉天攻势，其任务是担任外贝加尔方面军的左翼，保护主力免遭日军南下的攻击。8月9日开战后迅速推进，第二天封锁了海拉尔区。8月18日攻占海拉尔区。8月19日，该集团军第205坦克旅进抵齐齐哈尔市。在日本投降后，该军解除了部分日本关东军武装。1948年7月，第36集团军解散。
因中苏交恶后边境局势紧张，1968年苏联组建第86军。1976年6月1日，第36集团军在第86军的基础上重建，主力驻扎于赤塔州，总部位于博尔贾，隶属于外贝加尔军区。1989年6月1日，第36集团军重编为第55军。
1998年3月，第36集团军在原55军的基础上再次重建，隶属于外贝加尔军区，同年12月归属为西伯利亚军区。2009年，总部迁至烏蘭烏德。2010年后隶属于东部军区。目前军队驻扎于布里亚特共和国境内。

## 编制
截至2021年，其编制为：
- 总部
- 第5独立近卫坦克旅
- 第37独立近卫摩托化步兵旅
- 第30炮兵旅[4]
- 第103导弹旅
- 第35防空导弹旅[5]
- 第75控制旅
- 第147工兵团[6]
- 第26核生化防护团
- 第78独立维修和恢复营
- 第792防空指挥所
- 第729指挥和情报中心
- 第30独立特种部队连